# Armênia Profunda
Armênia Profunda (em latim: Armenia Profunda; em armênio: Խորագոյն Հայք; romaniz.: Χoragoyn Hayk) foi uma província do Império Bizantino fundada em 591 pelo imperador Maurício (r. 582–602) no rescaldo de sua ajuda militar ao deposto xainxá Cosroes II (r. 590–628).

## Contexto
Em 572, os armênios, liderados por Vardanes III, rebelaram-se contra a autoridade do Império Sassânida na Armênia devido ao assassinato de seu irmão Vardes pelo marzobã Surena. O imperador Justino II (r. 565–578), junto do rei Gurgenes II, decidiu apoiar os rebeldes, o que desencadeou uma guerra entre o Império Bizantino e o Império Sassânida que se arrastou por duas décadas. Em 590, Cosroes II, herdeiro ao trono de seu pai Hormisda IV (r. 579–590), foi deposto pelo general rebelde Barã Chobim e foi forçado a fugir ao Império Bizantino. Com ajuda dos generais do imperador Maurício (r. 582–602), o usurpador foi derrotado e deposto e Cosroes II oficialmente restabeleceu a paz com os bizantinos. Maurício, por sua ajuda, recebeu grande parte da Armênia sassânida e da Ibéria Ocidental, e recebeu a abolição do tributo que anteriormente era pago aos sassânidas.

## Província
Em 591, Maurício organizou os territórios obtidos na Armênia em três províncias. A primeira delas foi chamada Armênia Interior e correspondia ao território da Turuberânia; a segunda, de Armênia Inferior, e correspondia, grosso modo, ao território de Airarate e à região de Dúbio descrita por Procópio de Cesareia; e a terceira, de Armênia Profunda, que correspondia ao território de Taique. Essa província existiu até sua eventual conquista pelo Califado Omíada no processo da conquista muçulmana da Armênia. Consistia nos principados de Taique Próprio (Arseasfora, Azordasfora, Chaque e Ocale) e Bolca (Bolca, Berdasfora, Partizasfora) e no distrito de Cola, que pode igualmente ter sido um principado.